# Каратіву-03
Грама Ніладхарі Каратіву-03 (№ 45A) — Грама Ніладхарі підрозділу ОС Каратіву, округ Ампара, Східна провінція, Шрі-Ланка.

## Демографія
| Населення (2007) | Населення (2007) | Населення (2007) | Населення (2007) | Населення (2007) |
| Населення        | Чоловіки         | Жінки            | Діти             | Дорослі          |
| ---------------- | ---------------- | ---------------- | ---------------- | ---------------- |
| 363              | 180              | 183              | 123              | 240              |